# Долгов, Владимир Васильевич (политик)
Владимир Васильевич Долгов род. 9 июля 1932, Ардатов, Средневолжский край) — советский хозяйственный, государственный и политический деятель. Почётный гражданин Владимирской области.

## Биография
Выпускник Куйбышевского индустриального института (1955). Работал мастером, старшим технологом, начальником участка на Муромском приборостроительном заводе. С 1959 года — на комсомольской и партийной работе.
Был избран первым секретарем горкома ВЛКСМ. В 1963 году назначен заведующим промышленно-транспортным отделом Владимирского обкома КПСС, с 1965 года работал председателем Гусь-Хрустального горисполкома.
С марта 1969 года В. В. Долгов занимал должность председателя исполнительного комитета Муромского городского Совета. Затем назначен первым секретарем Муромского горкома КПСС и работал в этой должности по 1975 года.
В 1975 году стал заместителем председателя исполкома Владимирского областного Совета народных депутатов, отвечающим за капитальное строительство, коммунальное хозяйство, все виды транспорта.
В 1984 году В. В. Долгов был переведен на должность начальника управления внутренних дел Владимирского облисполкома  (2 апреля 1984 – 20 октября 1989). Полковник милиции, с 1986 года – генерал-майор милиции.
В октябре 1989 года избран председателем исполкома Владимирского областного Совета народных депутатов, в 1990 году — народным депутатом Съезда народных депутатов России. Позже, работал советником губернатора Владимирской области.

## Награды
- Орден «Знак Почёта» (дважды),
- Орден Октябрьской Революции,
- Орден Трудового Красного Знамени,
- двенадцать медалей СССР,
- Почётный гражданин Владимирской области.